# Diachasma cephalotes
Diachasma cephalotes är en stekelart som först beskrevs av Wesmael 1835.  Diachasma cephalotes ingår i släktet Diachasma och familjen bracksteklar. Inga underarter finns listade i Catalogue of Life.